# Happy Nation
Happy Nation (с англ. — «Счастливая нация») — дебютный студийный альбом шведской группы Ace of Base, вышедший в конце 1992 года. Альбом достиг первого места в чартах как минимум 14 стран. В США за первый год было продано более 8 миллионов копий, в Канаде более 1 миллиона, всего в мире было продано 25 миллиона копий альбома.
25 ноября 1993 года альбом переиздан в США под другим названием — The Sign с добавлением 4 новых песен. Альбом стал самым продаваемым в США в 1994 году. Несколько песен из альбома, включая «The Sign», «All That She Wants» и, «Don’t Turn Around», были хитами #1 в чартах США и странах Европы.
В 2020 году анонсировано переиздание альбома на цветном виниле в рамках бокс-сета All That She Wants: The Classic Albums.

## Оригинальный альбом

### Список композиций
| №   | Название                                     | Длительность |
| --- | -------------------------------------------- | ------------ |
| 1.  | «Voulez-Vouz Danser»                         | 3:17         |
| 2.  | «All That She Wants»                         | 3:30         |
| 3.  | «Münchhausen (Just Chaos)»                   | 3:27         |
| 4.  | «Happy Nation» (Faded Edit)                  | 4:11         |
| 5.  | «Waiting For Magic»                          | 5:17         |
| 6.  | «Fashion Party»                              | 4:10         |
| 7.  | «Wheel Of Fortune»                           | 3:52         |
| 8.  | «Dancer In A Daydream»                       | 3:37         |
| 9.  | «My Mind» (Mindless Mix)                     | 4:09         |
| 10. | «Wheel Of Fortune» (Original Club Mix)       | 3:58         |
| 11. | «Dimension Of Depth»                         | 1:45         |
| 12. | «Young And Proud»                            | 3:54         |
| 13. | «All That She Wants» (Banghra Version)       | 4:14         |
| 14. | «Moogoperator» (бонус переизданий 2015 года) | 3:31         |

## Happy Nation U.S. Version
Альбом Happy Nation был переиздан 23 сентября 1993 года в Европе под названием Happy Nation (U.S. Version). Он содержал 4 новые песни — «Don’t Turn Around», «The Sign», «Living in Danger», «Hear Me Calling» — и бонусом был ремикс на песню «Happy Nation». Переизданный альбом попал на вершину британских чартов.

### Список композиций
1. «All That She Wants» (94 bpm)[6]
2. «Don’t Turn Around» (95.5 bpm)
3. «Young and Proud» (120 bpm)
4. «The Sign» (97 bpm)
5. «Living in Danger» (102 bpm)
6. «Voulez-Vous Danser» (New Version) (129 bpm)
7. «Happy Nation (Faded Edit)» (96 bpm)
8. «Hear Me Calling» (96 bpm)
9. «Waiting for Magic» (Total Remix 7") (126 bpm)
10. «Fashion Party»
11. «Wheel of Fortune» (92 bpm)
12. «Dancer In a Daydream» (119 bpm)
13. «My Mind» (Mindless Mix) (122 bpm)
14. «All That She Wants» (Banghra Version) (94 bpm)
15. «Happy Nation» (Remix) (96 bpm)
16. «Giving It Up» (Ace version) (бонус переиздания 2015 года)[7]

## The Sign
Издавался с 23 ноября 1993 года, был выпущен только в США, Канаде, Японии и некоторых латиноамериканских странах (таких как Аргентина и Бразилия, где группа достигла значительного успеха). Альбом получил такую же обложку, как и Happy Nation U.S. Version.
Содержал три новые песни: «Don’t Turn Around», «The Sign», «Living in Danger». В латиноамериканских странах альбом был выпущен в трёх форматах: долгоиграющая пластинка (13 треков) и кассеты/CD (15 треков, повторяющих Happy Nation U.S. Version).

### Список композиций
1. «All That She Wants»
2. «Don’t Turn Around»
3. «Young and Proud»
4. «The Sign»
5. «Living in Danger»
6. «Dancer In a Daydream»
7. «Wheel of Fortune»
8. «Waiting for Magic» (Total Remix 7")
9. «Happy Nation»
10. «Voulez-Vous Danser» (New Version)
11. «My Mind» (Mindless Mix)
12. «All That She Wants» (Banghra Version)

## Синглы
Happy Nation
- Wheel of Fortune (Европа)
- All That She Wants
- Happy Nation (Европа)
- Waiting for Magic (Скандинавия)

Happy Nation U.S. Version/ The Sign
- All That She Wants
- The Sign
- Don't Turn Around
- Living in Danger
- Happy Nation (Австралия, Великобритания, Германия)

## Чарты
| Чарты                     | Лучшая позиция |
| ------------------------- | -------------- |
| Аргентинский альбом-чарт  | 1              |
| Австралийский альбом-чарт | 9              |
| Австрийский альбом-чарт   | 3              |
| Канадский альбом-чарт     | 1              |
| Датский альбом-чарт       | 1              |
| Голландский альбом-чарт   | 2              |
| Французский альбом-чарт   | 1              |
| Немецкий альбом-чарт      | 1              |
| Греческий альбом-чарт     | 1              |
| Венгерский альбом-чарт    | 1              |

| Чарты                      | Лучшая позиция |
| -------------------------- | -------------- |
| Израильский альбом-чарт    | 1              |
| Японский альбом-чарт       | 1              |
| Новозеландский альбом-чарт | 1              |
| Норвежский альбом-чарт     | 1              |
| Португальский альбом-чарт  | 1              |
| Испанский альбом-чарт      | 5              |
| Швейцарский альбом-чарт    | 2              |
| Шведский альбом-чарт       | 3              |
| Британский альбом-чарт     | 1              |
| US Billboard 200           | 1              |